# Dinastia Shang
Dinastia Shang (
chineză: 商朝; pinyin: Shāng Cháo) a fost prima dinastie imperială a Imperiului Chinez care a condus regiunea din nord-estul Chinei actuale, în valea Fluviului Galben.Conform cronologiei tradiționale, bazate pe calculele lui Liu Xin, Dinastia Shang a condus China între 1766 î.Hr. și 1122 î.Hr.), iar conform cronologiei mai scurte, bazate pe Analele din Bambus, perioada a fost între 1556 î.Hr. și 1046 î.Hr..
Spre deosebire de dinastia Xia care o preceda, dinastia Shang (sec.16-11 î.Hr.) este mai bine documentată. Shang controla un teritoriu ce cuprindea actualele provincii Henan, Hubei, Shandong, o parte din Shanxi și Shaanxi și nordul provinciei Anhui.
În timpul primei jumătăți a perioadei Shang care a durat aproape 600 de ani, capitala dinastiei a cunoscut mai multe mutări. Ultima a fost Yin, în apropiere de Anyang (în provincia Henan). Potrivit arheologilor, civilizația chineză atinsese deja atunci un nivel ridicat de dezvoltare. Cele mai importante două contribuții aduse de dinastia Shang sunt: apariția inscripțiilor oraculare « Jia gu wen » (practicate pe carapace de broască țestoasă și pe diferite oase) și folosirea bronzului.
Aceasta dinastie insumeaza 30 de regi, preocupatie fiecare la randul sau de extinderea teritoriala.
Societatea nobiliara era reprezentata de rege care era ajutat de consilieri militari si civili. Delimitatea functiilor nu este foarte riguros facuta.Regele este actantul principal in cultul agricol.
In aceasta perioada se practica sacrificiile umane pentru imbunarea zeilor,cinstirea regelui defunct, constructia unui palat etc.
Se practica vrajitoria. Vrajitorii erau intermediari intre cer si pamant. Ei se ocupau cu divinatia.
Scrierea era reprezentata de pictograme(caractere-simboluri).
Calendarul era conceput de catre vrajitori si continea 12 luni de 29-30 de zile.